# Stirtonia tatacoensis
Stirtonia tatacoensis é uma espécie de  primata fóssil, encontrado no sítio paleontológico de La Venta, na Colômbia. Foi descrito a partir de uma mandíbula, por Stirton, em 1951, que foi datada do período Mioceno, entre 12,6 e 13,7 milhões de anos atrás. A morfologia geral o inclui como próximo do gênero Alouatta (bugios ou guaribas), e provavelmente eram folívoros. Posteriormente, em 1985, foram encontrados dentes e fragmentos da maxila por Setoguchi.